# Dennis Hopper
Dennis Lee Hopper (ur. 17 maja 1936 w Dodge City, zm. 29 maja 2010 w Venice) – amerykański aktor, reżyser i scenarzysta. Twórca kultowego filmu drogi Swobodny jeździec (1969).
26 marca 2010 otrzymał własną gwiazdę w Alei Gwiazd w Los Angeles znajdującą się przy 6712 Hollywood Boulevard.

## Życiorys

### Wczesne lata
Urodził się w Dodge City w Kansas jako syn Marjorie Mae (z domu Davis; ur. 12 lipca 1917, zm. 12 stycznia 2007) i Jamesa Millarda Hoppera (ur. 23 czerwca 1916, zm. 7 sierpnia 1982). Miał dwóch braci: Marvina i Davida.
Po II wojnie światowej jego rodzina przeniosła się do Kansas City w Missouri. Uczęszczał do klasy artystycznej Kansas City Art Institute. Kiedy miał 13 lat wraz z rodziną przeprowadził się do San Diego, gdzie jego matka pracowała jako instruktorka ratownictwa, a ojciec był kierownikiem urzędu pocztowego. W szkole średniej Helix High School uczestniczył w kółku teatralnym i chórze. Studiował w Old Globe Theatre w San Diego a następnie przez pięć lat uczył się aktorstwa w nowojorskim Actors Studio pod kierunkiem Lee Strasberga. Jego kolegą był Vincent Price, którego pasja do sztuki wpłynęła na zainteresowanie Hoppera. Szczególnie lubił sztuki Williama Szekspira.

### Kariera
W wieku 18 lat zadebiutował w telewizji w serialach: Cavalcade of America (1954) i Medic (1955). W 1955 pojawił się jako jeden z członków gangu w filmie Buntownik bez powodu (Rebel Without a Cause). Na planie zaprzyjaźnił się z Jamesem Deanem i mocno przeżył jego śmierć. Zagrał kilka drugoplanowych ról w popularnych w latach 50. westernach. Jego czas nadszedł wraz z kultowym filmem drogi Swobodny jeździec (Easy Rider), opowiadającym o dwóch motocyklistach przemierzających Stany Zjednoczone. Hopper nie tylko wystąpił w filmie – wyreżyserował go i współtworzył scenariusz razem z Peterem Fondą. Film uznawany za jeden z najważniejszych obrazów nurtu kontestacji i za manifest pokolenia amerykańskiego lat 70. okazał się ogromnym sukcesem kasowym. Hopper i Fonda otrzymali nominację do Oscara za scenariusz. Z kolei szerzej nieznany wówczas Jack Nicholson miał szansę na nagrodę za rolę drugoplanową. Hopper nie potrafił sobie poradzić z sukcesem Swobodnego jeźdźca.

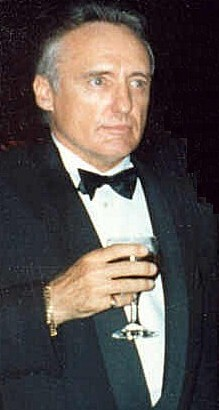
Dennis Hopper, 1990

Najgorszy okres rozpoczął się podczas prac nad jego kolejnym projektem reżyserskim, dramatem Ostatni film (The Last Movie). Hopper przez rok montował film w swoim domu w Nowym Meksyku i każdego dnia wspomagał się innymi używkami; otrzymał za niego nagrodę na Festiwalu Filmowym w Wenecji, ale amerykańscy producenci nie chcieli go dystrybuować. Był dla nich niezrozumiały i zbyt artystyczny – tymczasem oni oczekiwali kolejnego hitu.
Hopper przyznał, że dziennie potrafił wypić prawie dwa litry rumu i 28 piw. Jako psychopata Frank Booth w dramacie kryminalnym Davida Lyncha Blue Velvet (1986) zachwycił i jednocześnie przeraził publiczność i krytyków. Za kreację Wilbura „Shootera” Flatcha, walczącego ze swoim nałogiem alkoholika, który zostaje drugim trenerem małej drużyny koszykarskiej, w dramacie sportowym opartym na faktach Mistrzowski rzut (1986) otrzymał nominację do Oscara.
W latach 90. Hopper stał się etatowym odtwórcą drugoplanowych ról maniakalnych czarnych charakterów. Szczególnie udany był jego występ w dreszczowcu Speed: Niebezpieczna szybkość (1994), gdzie zagrał postać szaleńca, który podkłada bombę pod autobus miejski. Hopper przewodniczył jury konkursu głównego na 49. MFF w Wenecji (1992).
Sam postrzegał siebie raczej jako artystę-plastyka. Malował, interesował się fotografią, pisał wiersze. Jego fotogramy znajdują się w zbiorach kilku muzeów sztuki, w tym w LA Museum of Contemporary Art. Oprócz tego był koneserem i znanym kolekcjonerem sztuki nowoczesnej. Przyjaźnił się także z wieloma artystami, m.in. Andym Warholem.
Chociaż pokonał nałóg, wciąż grał w każdej możliwej produkcji. Stąd w jego filmografii roi się od filmów, które zazwyczaj spotkały się z negatywnym odbiorem wśród krytyków i widzów. Za najgorszą rolę drugoplanową jako Deacon w filmie Kevina Costnera Wodny świat (1995) zdobył Złotą Malinę.

## Życie prywatne
W marcu 1955 spotykał się z Natalie Wood, a w latach 1959−1960 związany był z Tuesday Weld. Był pięciokrotnie żonaty. 9 sierpnia 1961 poślubił Brooke Hayward, z którą miał córkę Marin (ur. 26 czerwca 1962). 7 lutego 1969 się rozwiódł. W styczniu 1970 poznał Michelle Phillips. Pobrali się 31 października 1970. Małżeństwo przetrwało jedynie osiem dni, do 8 listopada 1970. Z powodu agresywnego zachowania aktora, jego alkoholowo-narkotykowych wypadów oraz dziwacznych upodobań seksualnych jego żona po tygodniu wczesnym rankiem uciekła z ich domu i pojechała na lotnisko. Hopper goniąc ją wjechał autem na płytę startową, by uniemożliwić start jej samolotu. Phillips później zeznała, że Hopper przykuwał ją kajdankami – inaczej uciekłaby wcześniej. 14 maja 1972 ożenił się z Darią Halprin. Mieli córkę Ruthannę Khalighi (ur. 5 grudnia 1972). W roku 1976 doszło do rozwodu. 17 czerwca 1989 wziął ślub z Katherine LaNasą, z którą miał syna Henry’ego Lee (ur. 11 września 1990). W roku 1992 się rozwiedli. 12 kwietnia 1996 ożenił się z Victorią Duffy, z którą miał córkę Galen Grier (ur. 2003).
28 września 2009 trafił do szpitala z objawami przypominającymi grypę. Badania potwierdziły najgorsze obawy – u Hoppera wykryto nieoperacyjnego raka prostaty, wobec którego leczenie okazało się nieskuteczne i który spowodował przerzuty na kości. Jego organizm był zbyt słaby, żeby rozpocząć terapię. Hopper dowiedział się, że ma kilka miesięcy, by zamknąć swoje sprawy. Zmarł 29 maja 2010 w Venice w wyniku powikłań związanych z chorobą w wieku 74 lat.

## Filmografia

### Aktor
- 1955: Buntownik bez powodu (Rebel Without a Cause) jako Goon
- 1955: Olbrzym (Giant) jako Jordan Benedict III
- 1967: Nieugięty Luke (Cool Hand Luke) jako Babalugats
- 1968: Powieście go wysoko (Hang 'Em High) jako prorok
- 1969: Swobodny jeździec (Easy Rider) jako Billy
- 1976: Szalony pies Morgan (Mad Dog Morgan) jako Daniel „Dan” Morgan
- 1979: Amerykański przyjaciel (Der Amerikanische Freund) jako Tom Ripley
- 1979: Czas apokalipsy (Apocalypse Now) jako Fotograf
- 1983: Rumble Fish jako ojciec
- 1986: Mistrzowski rzut (Hoosiers) jako Wilbur „Shooter” Flatch
- 1986: Teksańska masakra piłą mechaniczną 2 (The Texas Chainsaw Massacre 2) jako porucznik Enright
- 1986: Blue Velvet jako Frank Booth
- 1986: The American Way
- 1987: Czarna wdowa (Black Widow) jako Ben Dumers
- 1987: Z piekła rodem (Straight to Hell) jako I.G. Farben
- 1992: Red Rock West jako Lyle z Dallas
- 1992: Istota sprawiedliwości jako Austin Blair; film TV
- 1993: Super Mario Bros. jako król Koopa
- 1993: Prawdziwy romans (True Romance) jako Clifford Worley
- 1994: Speed: Niebezpieczna prędkość (Speed) jako Howard Payne
- 1995: Wodny świat (Waterworld) jako Deacon
- 1996: Samson i Dalila jako generał Tarik
- 1996: Basquiat – Taniec ze śmiercią (Basquiat) jako Bruno Bischofberger
- 1998: Postrzelone bliźniaki (Meet the Deedles) jako Frank Slater
- 1999: Ed TV jako Hank
- 2002: Grand Theft Auto: Vice City jako Steve Scott (głos)
- 2004: Ostatnia jazda (The Last Ride) jako Ronnie Purnell; film telewizyjny
- 2005: Ziemia żywych trupów (Land of the Dead) jako Kaufman
- 2006: Za cenę życia (10th & Wolf) jako Matty Mattello
- 2008: Elegia (Elegy) jako George O’Hearn
- 2008: Hell Ride jako Eddie „Scratch” Zero
- 2010: Zakochany wilczek jako Tony (głos)

### Reżyser
- 1969: Swobodny jeździec (Easy Rider) (również scenariusz)
- 1971: The Last Movie
- 1980: Out of the Blue
- 1988: Barwy (Colors)
- 1990: Życie na gorąco (The Hot Spot)
- 1990: Zlecenie (Catchfire) (również scenariusz)
- 1994: Eskorta (Chasers)

## Odznaczenia
- 2008: Commandeur Orderu Sztuki i Literatury – Francja[12]